# Brushford (Somerset)
Pour les articles homonymes, voir Brushford.
Brushford est une paroisse civile et un village du Somerset, en Angleterre.